# Collegiove
Collegiove település Olaszországban, Lazio régióban, Rieti megyében. Lakosainak száma 128 fő (2023. január 1.). Collegiove Ascrea, Collalto Sabino, Marcetelli, Pozzaglia Sabina, Turania és Paganico Sabino községekkel határos.

## Népesség
A település lakossága az elmúlt években az alábbi módon változott:
| Lakosok száma | 198  | 150  | 128  |
|               | 2017 | 2018 | 2023 |